# حربية (شيشلي)
حربية هو حي في بلدية شيشلي بمدينة إسطنبول في تركيا.

## التسمية
أخدت المنطقة اسمها من مكتب الحربية (أكاديمية الحرب العثمانية)، والتي لا تزال بناياتها تخدم المتحف العسكري في اسطنبول.